# Sebastian Giovinco
Sebastian Giovinco, född 26 januari 1987 i Turin, är en italiensk före detta fotbollsspelare.

## Klubblagskarriär
Giovinco debuterade i Juventus säsongen 2006-2007 men spelade bara tre matcher under säsongen. Nästkommande säsong lånades han ut till Empoli. I augusti 2010 offentliggjordes det att Giovinco kommer att vara utlånad till Parma hela säsongen 2010-2011. I lånekontraktet fanns en klausul angående ett delägarskap mellan Juventus och Parma, som man valde att utnyttja i juni 2011, vilket betyder att Parma nu äger 50% av Giovincos kontrakt. Juventus köpte 2012 upp Parmas del av kontraktet.
Den 30 januari 2019 värvades Giovinco av saudiska Al-Hilal.
Den 8 februari 2022 gick Giovinco på fri transfer till Sampdoria.

## Landslagskarriär
I februari 2011 blev Giovinco uttagen till en träningslandskamp mot Tyskland av förbundskaptenen Cesare Prandelli. Matchen spelades den 9 februari 2011 i Dortmund, Tyskland. Slutresultatet skrevs till 1-1 och det var Giovincos första match med Gli azzurri, då han byttes in i matchminut 74.